# Мендзижече (Західнопоморське воєводство)
Мендзижече (пол. Międzyrzecze, нім. Meseritz) — маленьке село в Польщі, у гміні Славобоже Свідвинського повіту Західнопоморського воєводства.